# Heinz Kluetmeier
Heinz Kluetmeier (* 1943 in Berlin; † 14. Januar 2025) war ein in Deutschland geborener Sportfotograf aus den Vereinigten Staaten.

## Leben
Heinz Kluetmeier wurde in Berlin geboren und lebte bis zu seinem neunten Lebensjahr in Bremen. Dann zog seine Familie mit ihm nach Milwaukee, wo er die Custer High School besuchte. Schon als Schüler begann er mit der Fotografie und war im Alter von 15 Jahren freier Mitarbeiter des örtlichen Büros von Associated Press. Der leidenschaftliche Schwimmer und Tennisspieler fotografierte unter anderem Vince Lombardi, John F. Kennedy und Richard Nixon.
Nach der High School arbeitete er nicht gleich als Fotograf, sondern schloss ein Ingenieursstudium am Dartmouth College ab und arbeitete auch zwei Jahre als Ingenieur. Danach begann er als Fotograf beim Milwaukee Journal und arbeitete dann für Time Inc. Seine Fotos waren insbesondere im Magazin Life und in Sports Illustrated zu sehen. Mehr als 100 Fotos von Kluetmeier erschienen auf dem Titelblatt von Sports Illustrated. 1986 wurde er verantwortlicher Direktor für Fotografie bei diesem Magazin. Bekannt sind seine Fotos vom Miracle on Ice 1980 und seine Unterwasserfotos von Michael Phelps’ Finish bei dessen Olympiasieg 2008 über 100 Meter Schmetterling. Außerdem experimentierte er mit der Remote-Kameras, besonders als er den Moment einfing, als Sebastian Coe 1980 in Moskau über 1500 Meter gewann.
Kluetmeier fotografierte von 1972 bis 2012 bei allen Olympischen Winter- und Sommerspielen. Er war aber auch bei fast allen Super Bowls, World Series und Kentucky Derbys mit seiner Kamera dabei.
Kluetmeier wurde 2007 bei den Lucie Awards für herausragende Verdienste um die Sportfotografie ausgezeichnet. 2017 wurde er in die International Swimming Hall of Fame aufgenommen. In der Laudatio wurde seine enge Verbindung zum Schwimmsport von seinem ersten Titelbild bei Sports Illustrated, auf dem Mark Spitz zu sehen war, bis zu seiner Bilderserie von Michael Phelps als Grund für die Auszeichnung angeführt. Bei den Olympischen Spielen 1992 setzte er als Erster bei olympischen Schwimmwettbewerben eine Unterwasserkamera mit Fernbedienung ein.
Kluetmeier starb am 14. Januar 2025 an den Folgen einer Parkinsonerkrankung und eines Schlaganfalls.